# Parker Posey
Parker Christian Posey (ur. 8 listopada 1968 w Baltimore, w stanie Maryland) – amerykańska aktorka filmowa i telewizyjna.

## Życiorys
Urodziła się w Baltimore w Maryland jako córka Lyndy (z domu Patton), szefowej kuchni, i Chrisa Poseya, właściciela salonu samochodowego. Ma brata bliźniaka, Christophera. Jej rodzina miała korzenie angielskie i irlandzkie. Po urodzeniu Posey jej rodzina mieszkała w Monroe w Luizjanie przez 11 lat. Wychowywała się potem w Laurel w Missisipi, gdzie uczęszczała do R. H. Watkins High School. Uczyła się w North Carolina School of the Arts w Winston-Salem w Karolinie Północnej. Następnie podjęła naukę w college’u State University of New York at Purchase.
Uznanie zdobyła w latach dziewięćdziesiątych dzięki serii ról w niezależnych filmach, które zdobywały pozytywne recenzje. Za rolę niezrównoważonej psychicznie „Jackie-O” Pascal, która jest przekonana, że jest Jackie Kennedy, wpada w morderczy szał, gdy jej brat wraca do domu, by ujawnić, że jest zaręczony w komediodramacie Upiorne święto (The House of Yes, 1997) otrzymała specjalne wyróżnienie Jury na Festiwalu Filmowym w Sundance oraz była nominowana do Independent Spirit Awards. W 1997 na łamach magazynu „Time” nazwano ją „Królową Indie”. Jako Jennifer Jolie - aktorka grająca rolę Gale Weathers w filmie Cios w slashere Wesa Cravena Krzyk 3 (Scream 3, 2000) zdobyła Fangoria Chainsaw Award jako najlepsza aktorka drugoplanowa i nominację do MTV Movie Award za najlepszy występ komediowy.  Kreacja Lexi Wilcox w komediodramacie biograficznym Piekło na obcasach (Hell on Heels: The Battle of Mary Kay, 2002) z Shirley MacLaine była nominowana do Złotego Globu. Rola Kitty Kowalski w filmie akcji Bryana Singera Superman: Powrót (Superman Returns, 2006) na podstawie komiksów DC Comics z Brandonem Routh przyniosła jej nominację do Nagrody Saturna w kategorii najlepsza aktorka drugoplanowa. Grywała także w telewizji, gdzie stała się znana dzięki roli Dorleen w sitcomie Will & Grace (2001) oraz w hollywoodzkich projektach, takich jak Oko (The Eye, 2008) czy Blade: Mroczna trójca (Blade Trinity, 2004) Davida S. Goyera. Kolejną nominację do Saturna w kategorii najlepsza aktorka drugoplanowa w streamingu prezentacji zdobyła w 2019 jako June Harris / dr Smith w serialu Zagubieni w  kosmosie.

## Filmografia

### Filmy
- 1993: Stożkogłowi (Coneheads) jako Stephanie
- 1993: Uczniowska balanga (Dazed and Confused) jako Darla Marks
- 1994: Wariackie święta (Mixed Nuts) jako rolkarz
- 1994: Amator (Amateur) jako squatterka
- 1995: Tupiąc i wrzeszcząc (Kicking and Screaming) jako Miami
- 1995: Doom Generation – Stracone pokolenie (The Doom Generation) jako Brandi
- 1996: Basquiat – Taniec ze śmiercią (Basquiat) jako Mary Boone
- 1997: Urzędowanie (Clockwatchers) jako Margaret Burre
- 1998: Masz wiadomość (You've Got Mail) jako Patricia Eden
- 2000: Krzyk 3 (Scream 3) jako Jennifer Jolie
- 2000: Medal dla miss (Best in Show) jako Meg Swan
- 2001: Party na słodko (The Anniversary Party) jako Judy Adams
- 2002: Ostrożnie z dziewczynami (The Sweetest Thing) jako Judy Webb
- 2003: Koncert dla Irwinga (A Mighty Wind) jako Sissy Knox
- 2004: Blade: Mroczna trójca (Blade: Trinity) jako Danica Talos
- 2004: Pozew o miłość (Laws of Attraction) jako Serena Jamison
- 2005: Adam i Steve (Adam & Steve) jako Rhonda
- 2006: Radosne Purim (For Your Consideration) jako Callie Webb
- 2006: Niespełnione pragnienia (The Oh in Ohio) jako Priscilla Chase
- 2006: Superman: Powrót (Superman Returns) jako Kitty Kowalski
- 2008: Oko (The Eye) jako Helen Wells
- 2009: Babskie wakacje (Spring Breakdown) jako Becky St. Germaine
- 2012: Hemingway i Gellhorn (Hemingway & Gellhorn, TV) jako Mary Welsh Hemingway
- 2014: Grace księżna Monako (Grace of Monaco) jako Madge Tivey-Faucon
- 2015: Nieracjonalny mężczyzna (Irrational Man) jako Rita Richards
- 2015: Śmietanka towarzyska (Café Society) jako Rad Taylor

### Seriale TV
- 1992: As the World Turns jako Tess Shelby
- 2000: Futurama jako Umbriel (głos)
- 2000: Simpsonowie (The Simpsons) jako Becky (głos)
- 2001: Will & Grace jako Dorleen
- 2006: Orły z Bostonu (Boston Legal) jako Marlene Stanger
- 2008: The Return of Jezebel James jako Sarah Thomkins
- 2009: Znudzony na śmierć (Bored to Death) jako Michelle Whiting
- 2011: Parks and Recreation jako Lindsay Carlisle Shay
- 2011: Słowo na R (The Big C) jako Poppy Kowalski
- 2011–2012: Żona idealna (The Good Wife) jako Vanessa Gold
- 2012: Louie jako Liz
- 2012: Jess i chłopaki (New Girl) jako Casey
- 2016: Akademia Skylandersów (Skylanders Academy) jako łapacz snów
- 2016: Tropiciele (Search Party) jako Brick
- 2018: Robot Chicken jako Lenny Busker / Angela / Sfinks (głos)
- 2018–: Zagubieni w  kosmosie jako June Harris / dr Smith